# بيدرو ليميبل
بيدرو ليميبل (بالإسبانية: Pedro Lemebel)‏ كان روائي وكاتب ومؤرخ تشيلي. كان يعلن عن مثليته الجنسية. تم ترشيحه لجائزة الأدب الوطنية في تشيلي في عام 2014. وتوفي من سرطان الحنجرة في 23 يناير 2015 في سانتياغو عاصمة تشيلي.